# Lliga Amateur del Districte Federal
La Lliga Amateur del Districte Federal, en la seva denominació oficial Primera Fuerza, fou la màxima competició amateur mexicana de futbol, amb anterioritat a la Segona Guerra Mundial. Tot i que en realitat es tractà d'un campionat regional per a clubs del voltant de la capital, a la pràctica els campions d'aquest torneig es consideren com els campions nacionals oficiosos.

## Història
El futbol és introduït a Mèxic pels treballadors anglesos de les mines i el ferrocarril. El primer campionat es disputà a la Ciutat de Mèxic l'any 1902 amb la participació de cinc equips. Aquests foren: British Club, Mexico Cricket Club, Orizaba Charleston, Pachuca i Reforma Club. Aquesta fou la llavor del campionat Primera Fuerza. La competició desapareix el 1943 amb la creació de la Liga Mayor.
L'any 1919 i durant dues temporades, es produí un cisma que portà a la disputa de dos campionats, la Lliga Nacional i la Lliga Mexicana. L'any 1930 es produí un nou cisma, però les competicions que s'iniciaren no arribaren a port.

## Historial
| - 1902-03 Orizaba AC - 1903-04 Mexico Cricket Club - 1904-05 Pachuca CF - 1905-06 Reforma AC - 1906-07 Reforma AC - 1907-08 British Club - 1908-09 Reforma AC - 1909-10 Reforma AC - 1910-11 Reforma AC - 1911-12 Reforma AC - 1912-13 Mexico FC | - 1913-14 RC España - 1914-15 RC España - 1915-16 RC España - 1916-17 RC España - 1917-18 Pachuca CF - 1918-19 RC España - 1919-20 RC España - 1919-20 Pachuca CF - 1920-21 RC España - 1920-21 Germania FV - 1921-22 RC España | - 1922-23 Asturias FC - 1923-24 RC España - 1924-25 Club América - 1925-26 Club América - 1926-27 Club América - 1927-28 Club América - 1928-29 CD Marte - 1929-30 RC España - 1930-31 No es disputà - 1931-32 CF Atlante - 1932-33 Club Necaxa | - 1933-34 RC España - 1934-35 Club Necaxa - 1935-36 RC España - 1936-37 Club Necaxa - 1937-38 Club Necaxa - 1938-39 Asturias FC - 1939-40 RC España - 1940-41 CF Atlante - 1941-42 RC España - 1942-43 CD Marte |